# Loge de recherche
Une loge de recherche ou loge d'étude et de recherche est un type de loge maçonnique s'occupant uniquement de maçonnologie, ou d'études sur la franc-maçonnerie en général.

## Description
Une loge d'étude et de recherche est une loge maçonnique qui, en tant que telle, dispose d'une charte la liant à une obédience maçonnique. Cependant, elle n’initie pas et n'attribue pas de degrés et ses membres sont le plus souvent des maîtres maçons ayant des compétences dans le domaine de la maçonnologie.
Il existe généralement des loges de recherche dans tous les pays où la franc-maçonnerie est présente.
La plus ancienne loge de recherche est la loge n° 2076 Quatuor Coronati, fondée en 1886 sous la juridiction de la Grande Loge unie d'Angleterre. Elle accepte des membres du monde entier à travers son cercle de correspondance (Correspondence Circle). Un livre des opérations (transactions) appelé Ars Quatuor Coronatorum, qui comprend toutes les communications présentées dans la loge, a été publié chaque année depuis 1886.
La plupart des loges de recherche présentent leurs travaux sous forme d'actes de conférences, de lettres ou de cahiers thématiques publiées régulièrement.

## Liste de loges de recherche

### Australie
- Loge de recherche Discovery n° 971, située à Hornsby, agréée par la Grande Loge Unie de Nouvelle-Galles du Sud et du Territoire de la capitale australienne[2].
- Loge de recherche Barron Barnett n° 146, située à Brisbane, agréée par la Grande Loge Unie du Queensland[3].
- Loge de recherche de l'État de Victoria n° 218, située à Melbourne, agréée depuis 1911 par la Grande Loge unie de l'État de Victoria.
- Cercle de recherche Holden, située à Melbourne, agréée depuis 1945 par la Grande Loge unie de l'État de Victoria.

### Danemark
- Loge de recherche Friederich Münter, n° 1, agréée par l'Ordre danois des francs-maçons (en danois : Den Danske Frimurerorden)[4].

### États-Unis
- La Californie a cinq loges de recherche liées à la Grande Loge de Californie :

La loge de recherche de Californie du nord (Northern California Research Lodge, NCRL), située à San Francisco, agréée en 1940 ; c'est la plus grande loge de recherche de l'ouest des États-Unis.
La loge de recherche de Californie du sud (Southern California Research Lodge), située à South Pasadena, publie une lettre mensuelle et a un programme "Entered Apprentice's Program" pour inciter les nouveaux francs-maçons à s'intéresser à la recherche.
La loge de recherche El Camino, située à Palo Alto.
La loge de recherche Orange County.
La loge de recherche Golden Compasses, située à Folsom.
- Le Connecticut a deux loges de recherche : la loge de recherche Philosophic n° 400, située à Cromwell[10] et la loge de recherche maçonnique n° 401, située à New Haven[11].
- Delaware : loge de recherche du Delaware, située à Wilmington[12].
- Washington (district de Columbia) : la loge supérieur d'études et de recherche David A. MacWilliams est liée à la Franc-maçonnerie Prince Hall.
- Floride : la loge de recherche de Floride n° 999 est liée à la Grande Loge de Floride[13].
- La Géorgie a deux loges de recherche : la loge de recherche de Géorgie et la loge de recherche n°1 de Savannah.
- Indiana : la loge de recherche Dwight L. Smith se réunit habituellement à Indianapolis.
- Iowa : loge de recherche n° 2 de l'Iowa[14].
- Le Kentucky a deux loges de recherche : la loge de recherche Ted Adams de Paintsville et la loge de recherche William O. Ware de Covington.
- Le Massachusetts a deux loges de recherche : le chapitre de recherche du Massachusetts, chapitre de l'arche royale du rite d'York, centré sur les recherches spécifiques au chapitre et la loge de recherche du Massachusetts.
- Mississippi : loge de recherche du Mississippi n° 640, située à Jackson et liée à la Grande Loge du Mississippi.
- Missouri : loge de recherche du Missouri, située à Jackson, liée à la Grande Loge du Missouri et créée le 30 septembre 1941 sous la direction d'Harry S. Truman[15].
- Nevada : la loge de recherche du Nevada n° 2 est une loge maçonnique régulière et reconnue située à Las Vegas liée à la Grande Loge du Nevada, reconnue par la Grande Loge unie d'Angleterre.
- New Hampshire : la loge de recherche Anniversary n° 175 située à Portsmouth[16].
- New Jersey : loge de recherche et d'études maçonniques n° 1786, liée à la Grande Loge du New Jersey.
- L'État de New York a trois loges de recherche :

La loge de recherche Américaine, créée en 1931, est la plus ancienne loge de recherche des États-Unis. Elle est située dans la ville de New York et est liée à la Grande Loge de New York (en).
La loge de recherche de New York Ouest (Western New York Lodge of Research).
Le chapitre de recherche Thomas Smith Webb n° 1798, lié depuis 2002 au Grand Conseil de New York, centre ses recherches sur la Sainte Arche royale.
- Ohio : loge de recherche de l'Ohio[20].
- Oregon : loge de recherche de l'Oregon n° 198, située à Portland et agréée le 16 juin 1932. C'est la troisième plus ancienne loge de recherche des États-Unis et la plus ancienne de la côte Ouest.
- Pennsylvanie : la loge de recherche de Pennsylvanie[21].
- Rhode Island : Collegium Luminosum.
- Tennessee : la loge de recherche du Tennessee (TNLOR)[22].
- Texas : loge de recherche du Texas[23].
- Vermont : loge de recherche du Vermont Edward J. Wildblood, Jr. n° 110[24].
- La Virginie a huit loges de recherche :

La loge de recherche de Virginie n° 1777, située à Highland Springs.
La loge de recherche A. Douglas Smith, Jr. n° 1949 qui se réunit au George Washington Masonic National Memorial d'Alexandria.
La loge de recherche Peyton Randolph n° 1774, située à Virginia Beach en Virginie du Sud.
La loge de recherche James Noah Hillman n° 1883, située à Virginia Beach en Virginie du Sud-Ouest.
La loge de recherche George Washington n° 1732, située à Fredericksburg.
Le prieuré de recherche de Virginie n° 1823, située à Yorktown. C'est le premier prieuré des États-Unis qui dédie ses recherches sur l'ordre du Temple.
Le chapitre de recherche de Virginie n° 1753. Ce chapitre de la Sainte Arche royale dédie ses recherches au Rite de l'Arche royale.
- L’État de Washington a deux loges de recherche : la loge de recherche Walter F. Meier n° 281 et la loge de recherche de l'Est de l'État de Washington n° 310.
- La loge de recherche de la Guerre de Sécession n° 1865, située à Manassas, liée à la Grande Loge de Virginie, qui dédie ses recherches à la franc-maçonnerie lors de la Guerre de Sécession[29].

### France
- Grande Loge de France, cinq loges de recherche[30],[31] :

Loge Jean Scot Érigène n° 1000, créée en 1987 et située à Paris. Elle est la plus ancienne des loges de recherche de la GLF.
Loge Humanisme Rhénan n° 1473, créée en 2011 à Strasbourg.
Loge Mare Nostrum n° 1306, créée en 2002 à Arles.
Loge Saint Jean d’Écosse n° 1, mère loge écossaise de Marseille, créée en 2011.
Loge Marquis de Lafayette, créée en 2011 à Paris.
- Ordre illustre de la Stricte observance templière

Loge les trois colonnes, créée en 2010
- Grande Loge nationale française :

Loge Villard de Honnecourt, loge nationale de recherche de l'obédience..
- Loge nationale française, neuf loges de recherche[33] :

Loge Heraldica - Lettre Aleph située à Neuilly-sur-Seine.
Loge William Preston - Lettre Beth située à Neuilly-sur-Seine.
Loge Louis De Clermont - Lettre Gimel située à Clichy.
Loge Le Vray désir - Lettre Daleth située à Clichy.
Loge La Céleste amitié - Lettre Hé située à Clichy.
Loge Louis-Claude de Saint-Martin - Lettre Vav située à Lagord.
Loge L'Art de la mémoire - Lettre H'èt située à Clichy.
Loge Claude-François Achard - Lettre Tèt située à Marseille.
Loge Robert Amadou - Lettre Yod située à Marseille.
- Loge nationale mixte française, deux loges de recherche[34] :

Loge Elizabeth Saint-Léger - Lettre Alpha située à Neuilly-sur-Seine.
Loge Court de Gébelin - Lettre Beta située à Neuilly-sur-Seine.
- Suprême Conseil de France
  - Aréopage de recherche, Les Chevaliers du Saint Empire , créé à Paris en 2016
- Grande Loge indépendante et régulière de Memphis-Misraïm :

Loge Héliopolis, loge mère et loge de recherche, créé en 2009, à Paris.

### Grèce
- Grande Loge nationale de Grèce :

Loge de recherche Isis n° 9.
Loge de recherche Poseidoneia n° 33.
Loge de recherche Plato n° 70.

### Irlande
- Loge de recherche n° CC[36].

### Maroc
- Loge Nour Al Hikma [37].

### Japon
- Loge de recherche de Tokyo.Norvège

- La loge de recherche Niels Treschow n° 900, agréée en 2003[38].

### Nouvelle-Zélande
- Loge de recherche de Hawke's Bay n° 305, située à Hastings[39].

### Royaume-Uni
- Loge Quatuor Coronati n° 2076, Londres, Angleterre.
- Loge Veritatem Sequere n° 9615, Hertfordshire, Angleterre.
- Loge Temple d'Athènes n° 9541, Middlesex, Angleterre[40].
- Loge The Anchor Lodge of Research n° 1814, Greenock, Inverclyde, Écosse.

### Russie
- Loge de recherche Quator Quoronati n° 8 (en russe : Четверо Коронованных), située à Moscou[41].

### Suède
- Loge de recherche et d'études n° 6 Aurora Borealis.

### Suisse
- Groupe de recherche Alpina (GRA) de la Grande Loge suisse Alpina[42]. Le groupe a été créé à Berne en 1985 et reconnu par La Grande Loge Suisse Alpina en 2002. « Il a pour but de réunir des frères maîtres francs-maçons ayant intérêt à la recherche dans les domaines du symbolisme, des rituels, de la philosophie, de l’histoire, de la littérature, de l’art et de la prospective en franc-maçonnerie. Le GRA entretient des rapports avec plusieurs groupes ou loges de recherche dans le monde. Le GRA est par vocation trilingue, le français, l’allemand et l’italien peuvent y être pratiqués ; la langue administrative est actuellement le français ». Il publie deux fois par an une revue, Masonica.

### Togo
- Loge Diogène de Sinope n° 1333 de la Grande Loge de France créée en 2003 à Lomé[31].

### Turquie
- Loge Mimar Sinan.